# مصلحة سكك الحديد والنقل المشترك
مصلحة سكك الحديد والنقل المشترك (واختصار بالفرنسية OCFTC) هي السلطة الحكومية اللبنانية التي تدير النقل العام في لبنان.
تدير OCFTC حاليًا 12 خط حافلات في العاصمة بيروت وحولها باستخدام أسطول من الحافلات ذات اللونين الأزرق والأبيض.
هذا السوق يخدمه بالفعل العديد من شركات الحافلات الخاصة التي تغادر من منطقة كولا ومحطة شارل الحلو في بيروت إلى وجهات مختلفة في جميع أنحاء لبنان وسوريا.